# ولسوالی سرخ‌رود
وُلُسوالی سُرخ‌رود  (به پشتو: سره رود)، یکی از ولسوالی‌ های ولایت ننگرهار افغانستان است که در شمال این ولایت موقعیت دارد، مرکز این ولسوالی شهر سلطانپور میباشد به دلیل داشتن زمین های حاصلخیز فراوان برای مردم محلی شناخته شده است. نام این ولسوالی از رودخانه سرخ رود که به آن سرخاب نیز می گویند گرفته شده است که از این ولسوالی می گذرد، این ولسوالی دارای ۱۲۷ قریه جات میباشد.